# Verfassung von Kanada
Die Verfassung von Kanada ist die Gesamtheit des in Gesetzen kodifizierten sowie des nichtkodifizierten kanadischen Verfassungsrechts. Es handelt sich also nicht um ein einzelnes Gesamtdokument im Sinne der kontinentaleuropäischen neuzeitlichen Verfassungstradition.
Da formal kein Unterschied zwischen Verfassungsrecht und Statute Law besteht, kann die Verfassung eigentlich ohne besondere Mehrheitserfordernisse geändert werden. Hierbei ähnelt die Verfassung Kanadas der Verfassung des Vereinigten Königreichs. Allerdings besagt Artikel 52(3) des Verfassungsgesetzes von 1982, dass  bestimmte Arten von Verfassungsänderungen nur in Übereinstimmung mit den in der Verfassung selbst festgelegten Regeln vorgenommen werden können. Die Regeln für diese Änderungen der kanadischen Verfassung sind relativ komplex.

## Geschichte
Im Rahmen der kanadischen Konföderation ging die 1841 gegründete britische Provinz Kanada 1867 im neugeschaffenen kanadischen Bundesstaat mit den Provinzen Québec und Ontario auf. Mit der Zustimmung von Königin Victoria zum British North America Act des britischen Parlaments war am 29. März 1867 der entsprechende Gesetzgebungsprozess abgeschlossen. Das Gesetz, das die Provinz Kanada mit den Kolonien New Brunswick und Nova Scotia vereinigte, trat am 1. Juli 1867 in Kraft. Es ersetzte den Act of Union 1840, der Oberkanada und Niederkanada zur Provinz Kanada verschmolzen hatte. Der British North America Act gab Kanada bedeutend mehr Autonomie als zuvor, doch war die Justizkommission des britischen Privy Council weiterhin das oberste Berufungsgericht und die Verfassung konnte nur durch das britische Parlament geändert werden.
Kanada gewann mit der Zeit immer mehr Autonomie hinzu und erlangte 1931 mit dem Statut von Westminster fast vollständige Unabhängigkeit. Mit dem Kanada-Gesetz erhielt das Land 1982 auch in Verfassungsfragen Unabhängigkeit. Das wichtigste Verfassungsgesetz ist das Verfassungsgesetz von 1982, welches u. a. den British North America Act in Verfassungsgesetz von 1867 (engl. Constitution Act 1867, frz. Loi constitutionnelle de 1867) umbenannte und die kodifizierten Bestandteile der Verfassung aufzählte.

## Bestandteile der Verfassung
Die kodifizierten Bestandteile der Verfassung sind in § 52 Absatz 2 des Verfassungsgesetzes von 1982 aufgezählt. Dies sind das Kanada-Gesetz 1982 (inklusive des Verfassungsgesetzes von 1982 selbst, das auch die Kanadische Charta der Rechte und Freiheiten enthält), alle im Verfassungsgesetz von 1982 genannten Gesetze und Anordnungen (inklusive des Verfassungsgesetzes von 1867 und anderer British North America Acts) sowie alle Amendments zu vorgenannten Bestandteilen.
Nach der Rechtsprechung des Obersten Gerichtshofes von Kanada mit Bezug auf eine mögliche Sezession Québecs sind darüber hinaus auch ungeschriebene Regeln Bestandteil der Verfassung.

## Der Oberste Gerichtshof als Verfassungsgericht
Der Oberste Gerichtshof von Kanada besitzt das abschließende richterliche Prüfungsrecht über die verfassungsrechtliche Gültigkeit von Bundesgesetzen und Gesetzen der Provinzen. Falls der Oberste Gerichtshof ein Gesetz als nicht im Einklang mit der Verfassung erklärt, muss das betroffene Parlament entweder die Entscheidung akzeptieren, das Gesetz im Sinne der kanadischen Verfassung abändern oder eine Änderung der Verfassung erfolgreich durchführen. Falls ein Gesetz nicht im Einklang mit einem Artikel in der Charta der Rechte und Freiheiten steht, so kann das betroffene Parlament mit der Vorbehaltsklausel den entsprechenden Artikel während fünf Jahren außer Kraft setzen, was jedoch äußerst selten geschieht. Das Gericht kann das Inkrafttreten seines Urteils auch aussetzen, so dass dem Gesetzgeber genügend Zeit bleibt, ein Gesetz im Sinne des Urteils abzuändern.